# Robert Mader

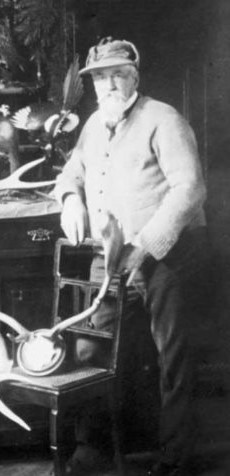
Robert Mader, 1912

Robert Mader (* 21. Juli 1847 in Pfäfers; † 27. April 1936 St. Gallen) war ein Schweizer Hotelier und Mäzen.

## Leben
Robert Mader wurde als Sohn des Georg Lavian, eines Landwirts, und der Ludwina, geborene Schwitter, in der Siedlung Burg unterhalb von Pfäfers geboren. Nach einer Lehre als Koch in Bad Pfäfers arbeitete er in verschiedenen Hotels in der französischen Schweiz, Frankreich und Deutschland. Weitere Arbeitsstationen waren der Quellenhof Radax, Montreux und der Schweizerhof in Luzern. 1873 heiratete er Anna Maria Josefine von Notter, die Tochter eines Baumeisters in Boswil. 1878 übernahm er das Restaurant Walhalla in St. Gallen und machte es zu einem der führenden Hotelbetriebe der Stadt, den er mit publikumswirksamen Attraktionen bekanntmachte. Er verstarb am 27. April 1936 in St. Gallen.

## Wirken
Mader war neben seiner Tätigkeit als Hotelier leidenschaftlicher Jäger und besass eine wertvolle Sammlung an präparierten Vögeln und Säugetieren, von denen er eine bedeutende Anzahl bei Ernst Heinrich Zollikofer in Auftrag gab. Die Sammlung ging mit seiner Kollektion an Steinbockhörnern nach seinem Tode an das Naturmuseum St. Gallen über bzw. findet sich seit 1983 als Leihgabe im Museum Sarganserland.
Er war 1892 Mitinitiator der Gründung des Wildparks Peter und Paul und gemeinsam mit Georg Albert Girtanner und Emil Bächler für die Zucht und ab 1911 die Wiedereinführung von Steinböcken in den Schweizer Alpen (zunächst im Weisstannental) federführend tätig. Die Steinböcke wurden auf sein Betreiben und mit seiner Finanzierung zunächst illegal in Italien von Wilderern angekauft, in die Schweiz verbracht und dort weitergezüchtet. 
Am Eingang des Wildparks Peter und Paul wurde ein Gedenkstein für Mader und die beiden anderen Wildparkpioniere errichtet.